# Tony Marsh
 Anthony Ernest "Tony" Marsh  va ser un pilot de curses automobilístiques britànic que va guanyar en sis ocasions el campionat britànic de curses de muntanya i a més va arribar a disputar curses de Fórmula 1.
Tony Marsh va néixer el 20 de juliol del 1931 a Stourbridge, Worcestershire, Anglaterra.

## A la F1
Va debutar a la sisena cursa de la temporada 1957 (la vuitena temporada de la història) del campionat del món de la Fórmula 1, disputant el 4 d'agost del 1957 el GP d'Alemanya al Circuit de Nürburgring.
Tony Marsh va participar en un total de cinc curses puntuables pel campionat de la F1, disputant-les en tres temporades diferents (1957 - 1961), assolí un vuitè lloc com a millor resultat i, per tant, no aconseguint cap punt pel campionat.

## Resultats a la Fórmula 1
| Any  | Equip                | Xassís | Motor  | 1   | 2   | 3       | 4   | 5       | 6      | 7   | 8     | 9   | 10  | 11  | Posició | Punts |
| ---- | -------------------- | ------ | ------ | --- | --- | ------- | --- | ------- | ------ | --- | ----- | --- | --- | --- | ------- | ----- |
| 1957 | Ridgeway Managements | Cooper | Climax | ARG | MON | 500     | FRA | GBR     | ALE 15 | PES | ITA   |     |     |     | -       | 0     |
| 1958 | Tony Marsh           | Cooper | Climax | ARG | MON | HOL     | 500 | BEL     | FRA    | GBR | ALE 8 | POR | ITA | MAR | -       | 0     |
| 1961 | Tony Marsh           | Lotus  | Climax | MON | HOL | BEL NVS | FRA | GBR Ret | ALE 15 | ITA | USA   |     |     |     | -       | 0     |

### Resum
| Curses: | Victòries: | Pòdiums: | Poles: | Voltes ràpides: | Punts: |
| ------- | ---------- | -------- | ------ | --------------- | ------ |
| 5       | 0          | 0        | 0      | 0               | 0      |